# Monika Zehrt
Monika Zehrt, född den 29 september 1952 i Riesa, är en tysk före detta friidrottare som under 1970-talet tävlade för Östtyskland på 400 meter.
Zehrt vann 400 meter vid EM för juniorer 1970 vilket blev hennes genombrott. Året efter vid EM 1971 i Helsingfors sprang hon i det östtyska stafettlag som vann guld och satte ett nytt världsrekord på 4 x 400 meter. 1972 slog hon även världsrekordet på 400 meter med tiden 51,0 (manuell tidtagning). Ett rekord som stod sig två år innan Irena Szewińska slog rekordet. 
Zehrts främsta merit kom vid Olympiska sommarspelen 1972 i München där hon vann guld på 400 meter och guld i stafett. Det östtyska laget på 4 x 400 meter slog världsrekordet både i försöken och i finalen. 